# Jules Barbey d'Aurevilly

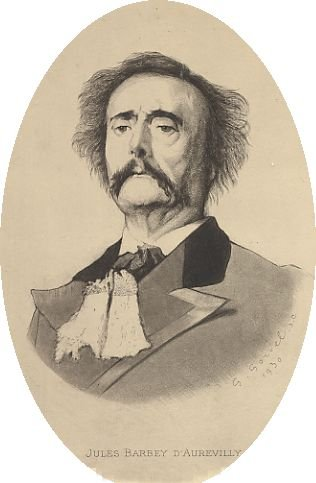
Jules Amédée Barbey d'Aurevilly.

Jules Amédée Barbey d'Aurevilly född 2 november 1808 i Saint-Sauveur-le-Vicomte, död 23 april 1889 i Paris, var en fransk författare.
Barbey d'Aurevilly växte upp i en normandisk emigrantmiljö, och slog sig efter julirevolutionen ned i Paris som salongsradikat modelejon och krönikör under litterärt inflytande av George Gordon Byron, Stendhal och Honoré de Balzac, en period, som fick sitt avslut i kulturstudien Du dandysme et de Georges Brummell (1845). Därefter följdes under påverkan av R. Bruckner en återsvängning mot fäderneidealen, vilket fullföljdes livet ut i en 40-årig kritikerverksamhet i dagspressen. Vid sidan om kritikerarbetet fortlöpte ett tunnsått författarskap. Efter romanen Une vieille (1851) planerade Barbey d'Aurevilly att utge en större romancykel i Walter Scotts stil, om nedre Normandies folk mot bakgrund av chouanfejderna: L'Ensorcélée (1854) och Chevalier des Touches (1864). Någon fortsättning kom dock inte. Under en period av dragning mot mysticismen utkom böckerna Un prêtre marié (1865), De djävulska (1874) och Une historie sans nom (1883).